# 薩利科韋

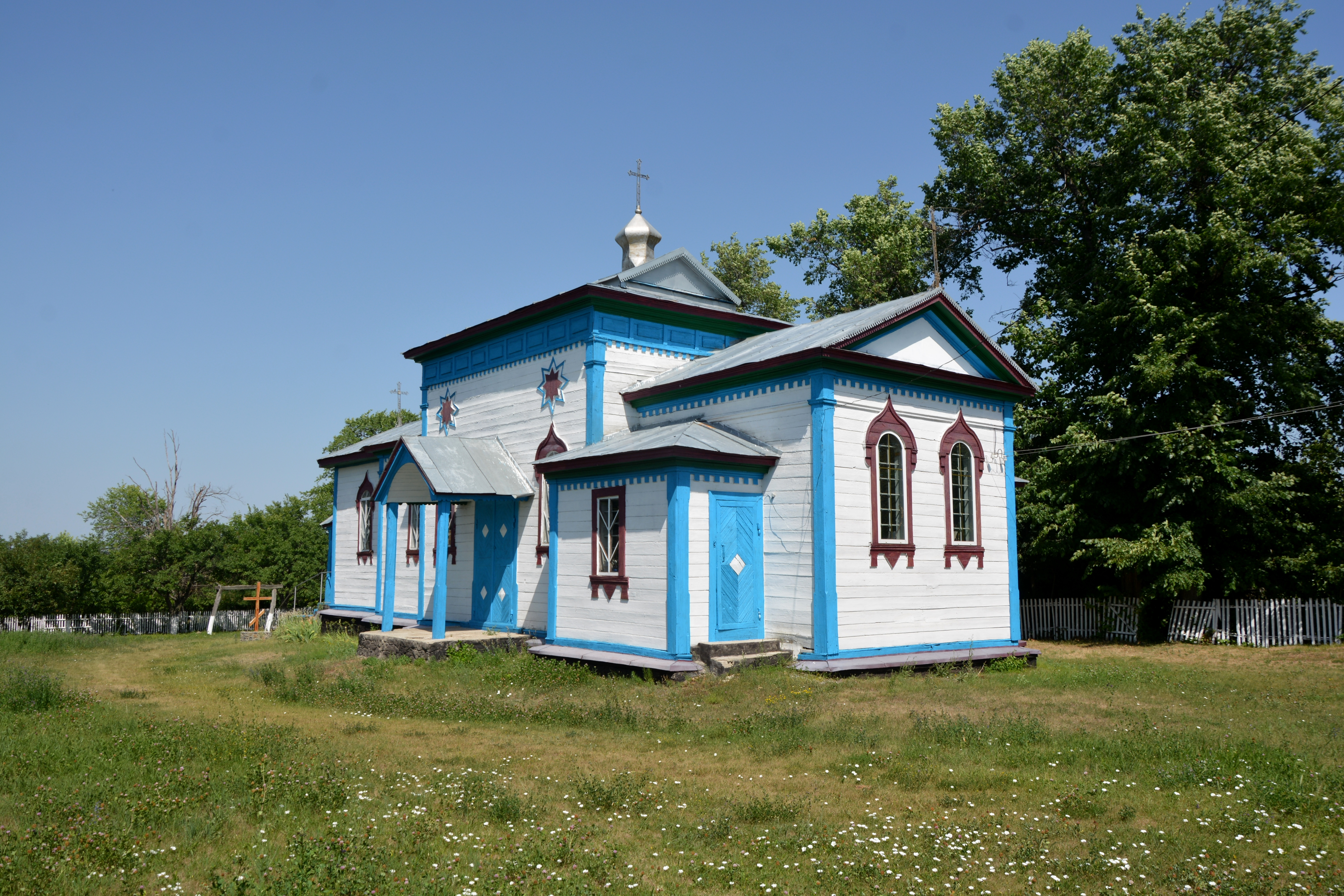
教堂

薩利科韋（烏克蘭語：Салькове），是烏克蘭中部基洛夫格勒州霍洛瓦尼夫斯克区扎瓦利亚市镇的市級鎮。處於海沃龍以南20公里的南布格河畔，海拔高度182米，2011年人口1,819。